# Malagoda
Malagoda (francès Maleguode) és un municipi francès situat al departament de l'Arieja i a la regió d'Occitània.